# Julidochromis marksmithi
 (janvier 2017).
Si vous disposez d'ouvrages ou d'articles de référence ou si vous connaissez des sites web de qualité traitant du thème abordé ici, merci de compléter l'article en donnant les références utiles à sa vérifiabilité et en les liant à la section « Notes et références ».
Espèce
Julidochromis marksmithi est un poisson appartenant à la famille des Cichlidae. Comme toutes les espèces du genre Julidochromis, il est endémique du Lac Tanganika. Espèce nouvellement décrite (2014), Julidochromis marksmithi est connue de longue date. Jusqu'à présent, elle se présentait sous l'appellation de Julidochromis sp. « regani kipili », en raison de la localisation de son aire de capture. Présente sur toutes îles du secteur de Kipili, elle est également rencontrée dans le secteur de la péninsule de Utinta en Tanzanie.

## Taille
Le mâle mesure 10 cm.

## Reproduction
Julidochromis marksmithi est, comme les autres Julidochromis, un pondeur sur substrat caché. La femelle dépose une petite quantité d'œufs sur un rocher à l'abri de la lumière, qui sont ensuite fécondés par le mâle. Dans cette espèce monogame, le frai reste très discret. Il a lieu dans des anfractuosités rocheuses ou des pots de fleurs. Les œufs sont fixés sous une voûte, et les jeunes à la naissance y restent suspendus jusqu'à résorption de la vésicule vitelline. Une fois la nage libre atteinte, ils restent sur le territoire défendu par leurs parents. La première nourriture est constituée de nauplies d'artémia. Le couple défend son frai et son territoire avec vigueur.

## Maintenance en aquarium
Ce poisson endémique provenant du lac Tanganyika nécessite un aquarium au ph élevé (entre 7 et 9.5) et une eau dure. Cet aquarium doit être garni de beaucoup de pierre « imitant » un éboulement, cet amas de pierre devant pratiquement atteindre la surface car ce poisson se promène très rarement en pleine eau, mais vit plutôt entre les rochers.